# 国道366号

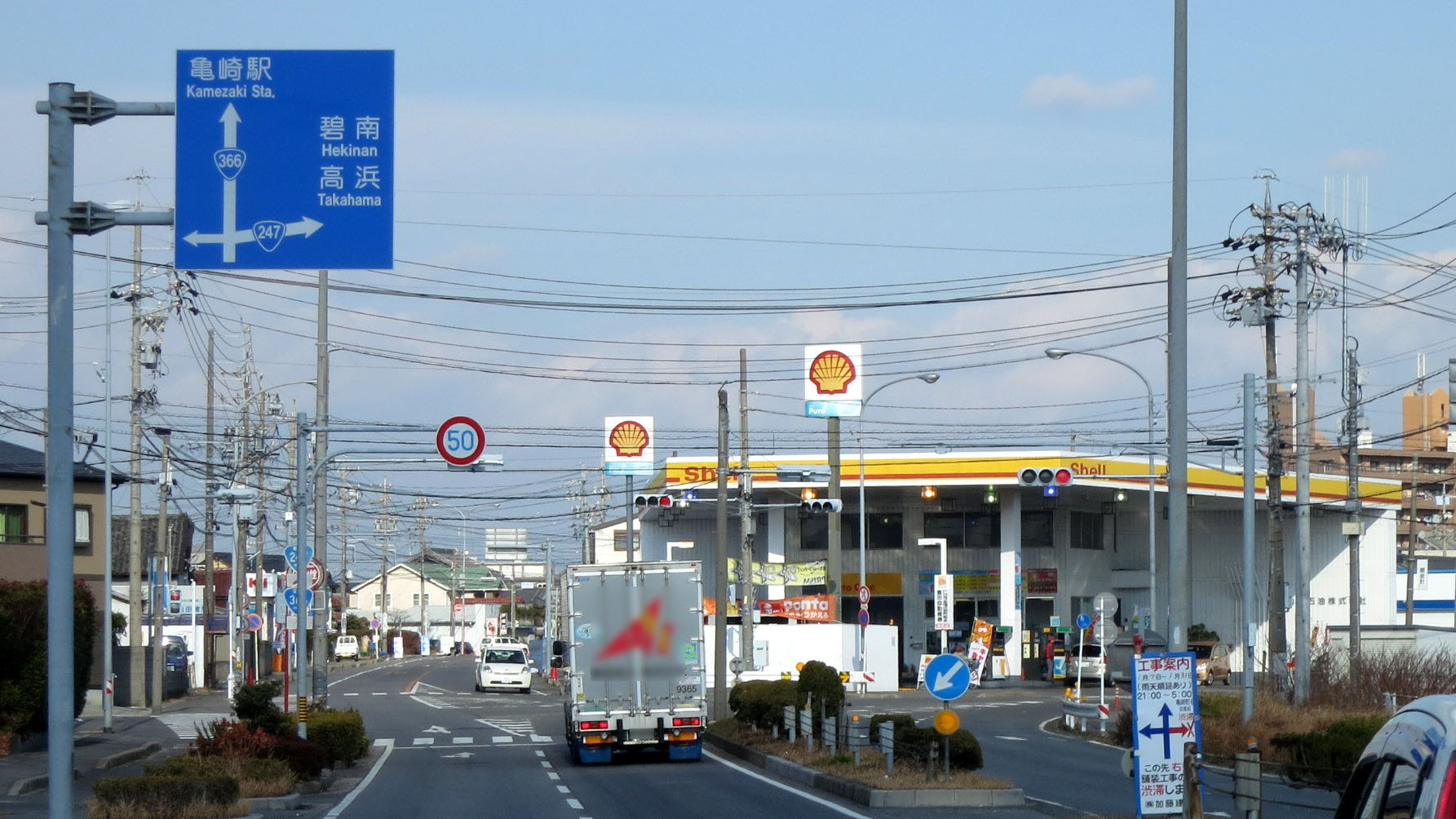
国道366号 起点
愛知県半田市 祢宜町交差点

国道366号（こくどう366ごう）は、愛知県半田市から名古屋市緑区に至る一般国道である。

## 概要
起点の半田市から、衣浦湾（境川）と並走し、知多半島の北側に当たる、知多郡東浦町や大府市を経て、終点の名古屋市緑区に至る路線で、ほぼ全線でJR東海武豊線と並走している。概ね、片側1車線の道路が整備されているが、半田市亀崎に、南向き一方通行の区間を持つ。

### 路線データ
一般国道の路線を指定する政令に基づく起終点および重要な経過地は次のとおり。
- 起点：半田市（祢宜町、祢宜町交差点 = 国道247号交点）
- 終点：名古屋市（緑区野末町、有松IC = 国道23号交点）
- 重要な経過地：大府市
- 総延長 : 23.8 km（愛知県 22.7 km、名古屋市 1.0 km）重用延長を含む[2][注釈 2]
- 重用延長 : 1.0 km（愛知県 0.0 km、名古屋市 1.0 km）[2][注釈 2]
- 未供用延長 : なし[2][注釈 2]
- 実延長 : 22.7 km（愛知県 22.7 km、名古屋市 0.0 km）[2][注釈 2]
  - 現道 : 14.0 km（愛知県 14.0 km、名古屋市 0.0 km）[2][注釈 2]
  - 旧道 : なし[2][注釈 2]
  - 新道 : 8.7 km（愛知県 8.7 km、名古屋市 - km）[2][注釈 2]
- 指定区間：なし[3]

## 歴史
- 1975年（昭和50年）4月1日 - 一般国道366号（愛知県半田市 - 愛知県知立市）として指定。
- 1993年（平成5年）4月1日 - 終点を名古屋市とし、愛知県半田市 - 愛知県名古屋市となる。

## 路線状況

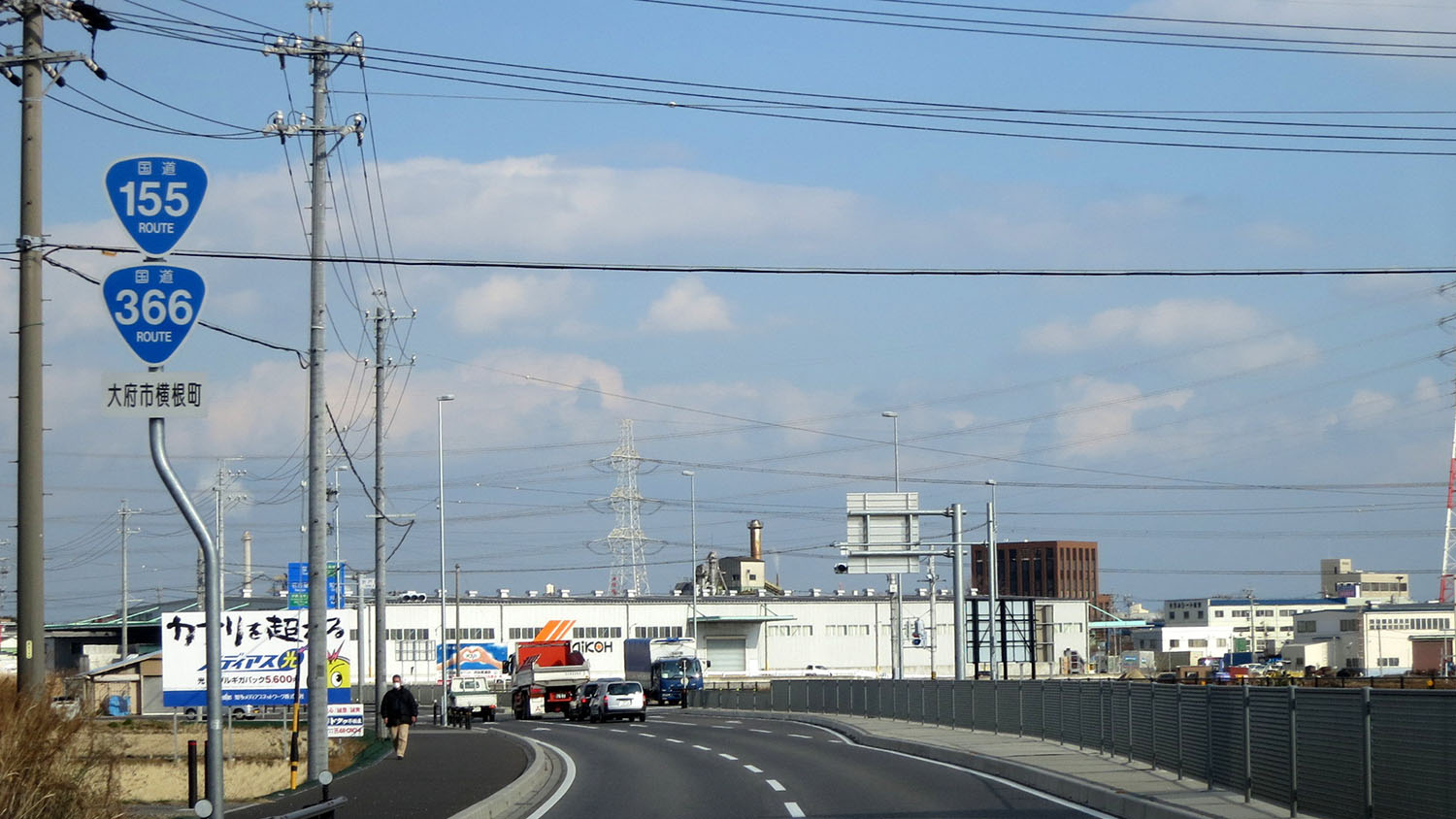
国道155号との重複
愛知県大府市横根町

終点では、国道23号（有松IC）と愛知県道243号東海緑線が交差し、終点の手前およそ100 m地点で愛知県道243号東海緑線と分岐する交差点（梶田町一丁目交差点）がある。当国道は刈谷市や半田市へ抜けることができるので下りの流入量が多い。そのため交通量が多く、渋滞が頻発する。

### 通称
- 師崎街道（半田市、大府市、東浦町）

### バイパス
- 半田大府バイパス

### 重複区間
- 国道155号（大府市・惣作交差点 - 大府市・折戸交差点）

## 地理

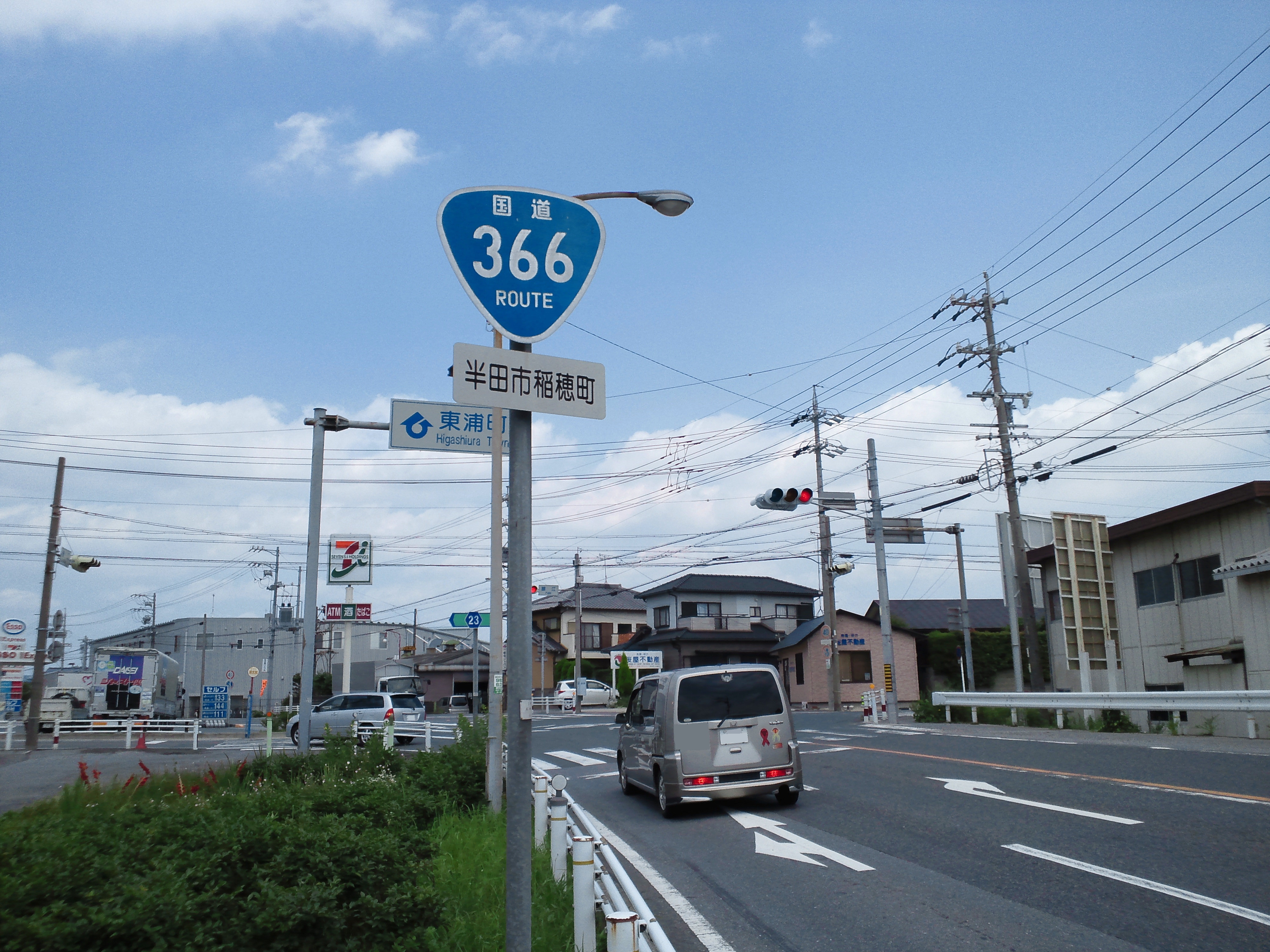
半田市と知多郡東浦町との境界付近
2012年7月

### 通過する自治体
- 愛知県
  - 半田市 - 知多郡東浦町 - 大府市 - 名古屋市（緑区）

### 交差する道路
- 国道247号（半田市）
- 国道155号（大府市）
- 国道23号（名四国道）（名古屋市）